# Montezumia morosa
Montezumia morosa är en stekelart som beskrevs av Henri Saussure 1852. Montezumia morosa ingår i släktet Montezumia och familjen Eumenidae. Inga underarter finns listade i Catalogue of Life.